# Euthydemos (Stratege)
Euthydemos (altgriechisch Ευθύδημος Euthýdēmos) war ein attischer Stratege im Peloponnesischen Krieg während der Belagerung von Syrakus.
Der Name Euthydemos wird von Thukydides im Jahr 422 v. Chr. als einer der Unterzeichner des Nikiasfriedens und des Bündnisvertrags zwischen Sparta und Athen genannt. Vermutlich handelt es sich um die gleiche Person, die 414 v. Chr. zunächst als Offizier unter dem Kommando der Feldherren Nikias, Alkibiades und Lamachos an der Expedition der Athener gegen Sizilien und der Belagerung von Syrakus teilnahm. Nach der Flucht des Alkibiades und dem Tod des Lamachos wurde Euthydemos Ende 414 zusammen mit einem anderen Offizier, Menandros, von der Volksversammlung in Athen zum Strategen ernannt, um den nierenkranken Nikias vor Ort zu unterstützen. Gleichzeitig wurde der Feldherr Demosthenes beauftragt, eine Hilfsflotte für das bedrängte Expeditionsheer aufzustellen und nach Syrakus zu führen.
Noch vor Ankunft der Verstärkungen drängten die beiden neu ernannten Strategen Euthydemos und Menandros auf eine Schlacht, um ihre Ernennung zu rechtfertigen, doch als sie sich mit ihrem ehrgeizigen Plan gegen den vorsichtigeren Nikias durchsetzten, erlitten sie eine Niederlage im Hafen, wobei mehrere Schiffe und die wichtigen Vorwerke an der Hafeneinfahrt verloren gingen.
Nach Ankunft der Hilfsexpedition kommandierte Euthydemos in einer weiteren Seeschlacht den linken Flügel der Athener gegen den rechten Flügel der Syrakusaner unter Sikanos. Anfang September 413 v. Chr. war Euthydemos neben Demosthenes und Menandros erneut unter den Kommandanten der attischen Flotte, als diese in der letzten entscheidenden Seeschlacht im Hafen von Syrakus eingeschlossen und besiegt wurde. Da über den weiteren Verbleib des Euthydemos nichts überliefert ist, bleibt nur zu vermuten, dass er in der letzten Seeschlacht oder beim Rückzug der Athener ins Landesinnere ums Leben kam.